# サレ・ピサン

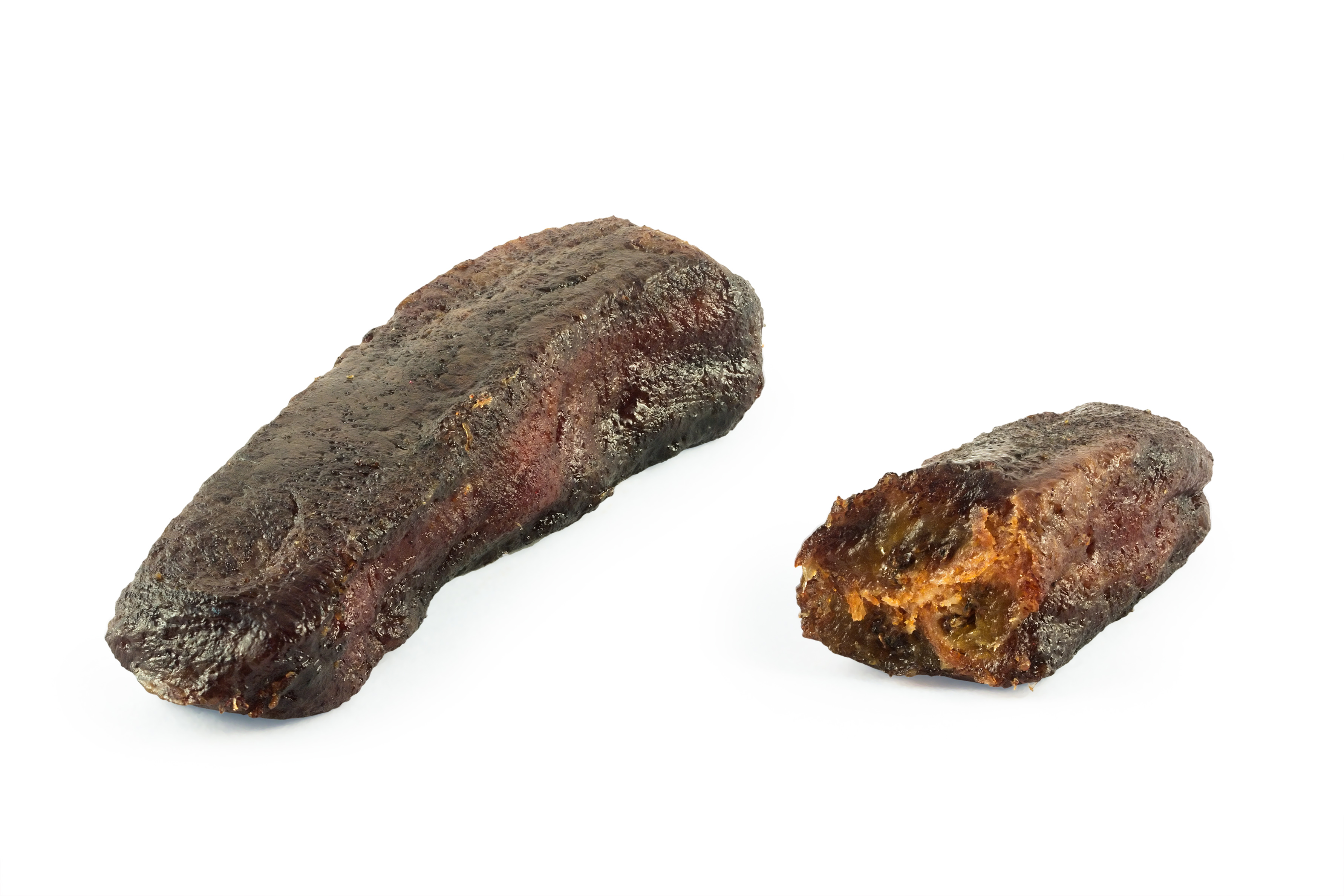
湿式法で作ったサレ・ピサン

サレ・ピサン（インドネシア語：sale pisang；サライ・ピサン、ピサン・サライ、ピサン・サレとも）は、バナナを乾燥させて燻製にし、スライスして天日で乾燥させた加工食品である。加工することでより甘くなる、独特の味と香りで知られる。乾燥させるのは、バナナの水分を減らして長期保存できるようにするためである。小麦粉を使って揚げるほか、そのままおやつとして食べることもできる。今では、さまざまな味の種類が販売されており、国際市場にも浸透している。
サレ・ピサンは元々アチェの食べ物であったが、その発展の過程で、中部ジャワ州チラチャップ県のカランプチュンやマジュナンなど他の多くの都市、さらには南カリマンタン州のいくつかの地域でも開発・生産が行われている。現在では、サレ・ピサンが特定の都市の固有のものであると認めるような意見が多く見られる。

サレ・ピサンの品質を決定する重要な特徴は、色、味、香り、弾力性、そして保存期間である。これらの特性は、製品の加工、梱包、保管方法に大きく影響される。これまでに作られたサレ・ピサンはしばしば、特に雨季に作られた場合、品質があまりよくないことがある。 梅雨時期に作る場合は人工乾燥（かまど方式）で乾燥する必要がある。

## 製造過程
サレ・ピサンの製造には以下の3つの方法がある。
- 木の煙を使用する伝統的な方法
- 硫黄煙による燻蒸法
- 亜硫酸水素ナトリウムを使用した湿式法

硫黄煙による燻蒸法は以下の点で有用である。
- バナナを脱色して好みの色にできるようにする。
- 微生物（黴、細菌）を殺す。
- 変色を防ぐ。[7]